# Platymantis parkeri
Platymantis parkeri är en groddjursart som först beskrevs av Brown 1965.  Platymantis parkeri ingår i släktet Platymantis och familjen Ceratobatrachidae. IUCN kategoriserar arten globalt som sårbar. Inga underarter finns listade i Catalogue of Life.